# ماجقة
ماجقة أو ماچقه (بالتركية: Maçka)‏ هي بلدة ومُديريَّة تقع في ولاية طربزون بتركيا. تصل مساحتها إلى 925 كيلومتر مُربَّع. يُشتق اسمها التُركي من أصلٍ روميّ هو «مَتْزُوكَة» = «Ματζούκα»، إحدى ولايات إمبراطورية طربزون. شكَّلت البلدة إحدى نواحي طربزون خلال العصر العُثماني. من أبرز معالمها دير سوميلا للروم الأرثوذكس.